# Paratropidema ochreithorax
Paratropidema ochreithorax là một loài bọ cánh cứng trong họ Cerambycidae.